# Justicia trichophylla
Justicia trichophylla är en akantusväxtart som beskrevs av John Gilbert Baker. Justicia trichophylla ingår i släktet Justicia och familjen akantusväxter. Inga underarter finns listade i Catalogue of Life.